# Romatowo
Romatowo – wieś w Polsce położona w województwie mazowieckim, w powiecie sierpeckim, w gminie Mochowo. Ma status sołectwa.
W latach 1975–1998 miejscowość administracyjnie należała do województwa płockiego.